# Gonibregmatus plurimipes
Gonibregmatus plurimipes är en mångfotingart som beskrevs av Chamberlin 1920. Gonibregmatus plurimipes ingår i släktet Gonibregmatus och familjen Gonibregmatidae.
Artens utbredningsområde är Fiji. Inga underarter finns listade i Catalogue of Life.